# WorldFest-Houston International Film Festival
Il WorldFest-Houston International Film Festival è considerato il terzo festival cinematografico e video indipendente più longevo e più antico al mondo, dopo San Francisco International Film Festival (nato il 4 dicembre 1957) e New York Film Festival (inaugurato nel 1963).

## Storia
Fondato nel 1968 come International Film Society, l'evento si tiene ogni anno a Houston ad aprile Tra i noti partecipanti del festival si possono nominare John Lee Hancock, sceneggiatore e regista del film premio Oscar The Blind Side , nonché Steven Spielberg, Randal Kleiser, Ang Lee e David Winning .  Il festival si svolge per una durata di 10 giorni.
Il festival è stato fondato dal produttore e regista Hunter Todd.
Nel 2015 il festival ha ospitato oltre 4.500 film da oltre 33 paesi. A differenza di altri importanti festival, come il Festival di Cannes, il Sundance Film Festival e il Toronto Film Festival, che consistono in due concorsi per cortometraggi e lungometraggi, il WorldFest conferisce premi in 10 importanti categorie di film e video e oltre 200 sottocategorie.